# Nikolaj Sudzilovskij
Nikolaj Sudzilovskij, også kendt som Nicholas Russel, (hviderussisk: Мікалай Канстанцінавіч Судзілоўскі tr. Mikalaj Kanstantsinavitj Sudzilowski ; født 15. december 1850, død 30. april 1930) var en hviderussisk-amerikansk revolutionær og videnskabsmand.
Sudzilovskij påbegyndte jurastudiet på Sankt Petersburgs Universitet og senere medicinstudiet på Kijev Universitet, men fuldførte ikke nogen af disse. I stedet blev han involveret i revolutionære politiske aktiviteter i Kijev, og da han som medicinsk assistent ved det lokale fængsel søgte at arrangere en masseflugt, som mislykkedes, måtte han flygte fra Rusland i 1875. Det følgende år deltog han under navnet Nicholas Russel i en opstand i Bulgarien, og senere var han med til at starte socialistiske bevægelser andre steder på Balkan.
I 1887 flyttede han til USA, hvor han senere fik statsborgerskab. På Hawaii, hvor han slog sig ned, stiftede han partiet Hawaii Homerule Party, der arbejde mod øgruppens optagelse i USA. Han blev senere, under navnet Kauka Lukini, præsident for Hawaiis senat. Under den russisk-japanske krig 1904-05 propaganderede Sudzilovskij socialisme blandt det russiske krigsfanger, hvilket fik som følge, at hans statsborgerskab blev frataget ham efter klager fra den russiske regering.
Sine sidste år tilbragte han på Filippinerne og i Kina. 
Sudzilovskij var endvidere forfatter til flere værker om medicin og sociologi.
1. ↑  Navnet er anført på ukrainsk og stammer fra Wikidata hvor navnet endnu ikke findes på dansk.